# Arthur Ludwich
Arthur Ludwich (* 18. Mai 1840 in Lyck, Masuren, Ostpreußen; † 12. November 1920 in Königsberg) war ein deutscher Klassischer Philologe. Er war ein Vertreter der Königsberger Schule der Klassischen Philologie (Professor ab 1878) und ist besonders als Homerforscher bekannt (Textkritik, Überlieferungsgeschichte, Scholien).

## Leben

### Jugend und Studium
Arthur Ludwich, der Sohn des Kreiskassenkontrolleurs Hermann Ludwich, besuchte ab 1851 das Gymnasium zu Gumbinnen. Er verbrachte viel Zeit mit Zeichnen und wollte ursprünglich Maler werden, entschied sich aber in der Sekunda unter dem Einfluss seines Lehrers Julius Arnoldt für die Theologie. Nach der Reifeprüfung begann er sein Studium im Wintersemester 1861/1862 an der Universität Königsberg. Er gehörte der Burschenschaft Arminia an, die später im Corps Hansea Königsberg aufging.
In Königsberg studierte Ludwich zunächst Theologie, wechselte aber gemäß seiner Neigung zur Klassischen Philologie. Neben den Philologen Karl Lehrs und Ludwig Friedländer beeinflusste ihn besonders der Germanist Julius Zacher, der Ludwich in die Kodikologie und Paläografie einführte. 1864 wurde Ludwich in das Philologische Seminar aufgenommen, 1865 löste er die Preisaufgabe der Universität. Im April 1866 wurde er mit einer Studie über den griechischen Hexameter promoviert. Am 1. Dezember desselben Jahres bestand er die Lehramtsprüfung.

### Professur in Breslau und Königsberg
Ludwich arbeitete zunächst als Hilfslehrer am Collegium Fridericianum, ab 1868 als ordentlicher Lehrer. Im Herbst 1874 und im Sommer 1875 reiste er zu Studienzwecken zweimal nach Italien. Im März 1876 wurde Ludwich – ohne Habilitation – als außerordentlicher Professor an die Universität Breslau berufen. Hier blieb er zweieinhalb Jahre, bis ihn 1878 ein Ruf seiner Alma mater Königsberg erreichte. Er wurde dort zum Nachfolger seines Lehrers Lehrs ernannt, der im Sommer des Jahres verstorben war.
Die Professur brachte für Ludwich zahlreiche neue Verpflichtungen mit sich. So war er (bis zum 1. Oktober 1909) Mitdirektor des philologischen Seminars und von 1886 bis 1918 Professor der Eloquenz. In den folgenden Jahren unternahm er mehrere Studienreisen, unter anderem nach London (Juli bis November 1886), Florenz (August bis September 1887), Mailand (mit Fritz Schoell, Ostern 1891) und Venedig (Herbst 1891). 1887/1888 war er Dekan der Philosophischen Fakultät, von 1894 bis 1897 Senator der Universität. Das Rektorat der Universität lehnte Ludwich ab. Die Ungarische Akademie der Wissenschaften wählte ihn 1900 zum auswärtigen Mitglied. 1903 wurde Ludwich zum Geheimen Regierungsrat ernannt. Von chronischer Krankheit und familiären Trauerfällen bedrückt, beendete Ludwich mit Ablauf des Wintersemesters 1911/1912 seine Lehrtätigkeit.

## Werk
Als Forscher setzte Ludwich die Tradition der Königsberger Schule fort, die seit Karl Lehrs ganz im Zeichen der Textkritik stand. Er beschäftigte sich sein Leben lang mit der Überlieferungsgeschichte der griechischen Epen, besonders mit Rekonstruktion der alexandrinischen Homerphilologie. Sein Lebenswerk waren kritische Ausgaben der Odyssee (1889–1891) und der Ilias (1902–1907), die noch im späten 20. Jahrhundert unverändert nachgedruckt wurden. Ludwich war der erste Homereditor, der seine Textausgaben auf der handschriftlichen Überlieferung gründete. Nicht nur die Fülle, sondern ganz besonders die Zuverlässigkeit von Ludwichs Angaben im Apparat haben seiner Ausgabe bleibenden Wert verliehen. Konjekturen nahm er sehr viel seltener vor als seine Vorgänger (etwa Immanuel Bekker) und zwar nur nach gesicherten Beobachtungen.

## Schriften (Auswahl)
- Aristarchs Homerische Textkritik nach den Fragmenten des Didymos. Leipzig 1885. Nachdruck Hildesheim 1971.
- Homeri Odyssea. Zwei Bände. Leipzig 1889–1891.
- Ausgewählte Briefe von und an Chr. A. Lobeck und K. Lehrs nebst Tagebuchnotizen. Zwei Bände. Leipzig 1894.
- Die homerische Batrachomachia des Karers Pigres nebst Scholien und Paraphrase. Leipzig 1896 (Digitalisat).
- Die Homervulgata als voralexandrinisch erwiesen. Leipzig 1898.
- Homeri Ilias. Zwei Bände. Leipzig 1902–1907.
- Anekdota zur griechischen Orthographie. Königsberg 1905.
- Homerischer Hymnenbau nebst seinen Nachahmungen bei Kallimachos, Theokrit, Vergil, Nonnos und Anderen. Leipzig 1908.